# Куколки за колючей проволокой
«Куколки за колючей проволокой» (нем. Frauengefängnis) — швейцарский художественный фильм 1975 года в жанре women in prison, поставленный и снятый режиссёром Хесусом Франко, первая работа режиссёра в рамках сотрудничества с продюсером Эрвином С. Дитрихом.

## Сюжет
Мария попадает в женскую тюрьму строгого режима за убийство своего отца. Здесь Мария попадает в одну камеру со слабоумной девушкой и старой нимфоманкой, считающей себя королевой Изабеллой. Здесь, в тюрьме, над заключёнными издеваются, морят голодом и насилуют.

## В ролях
- Лина Ромай — Мария да Герра
- Пауль Мюллер — Карлос Коста
- Моника Суинн — надзирательница
- Роджер Дартон — Милтон Воррен
- Рональд Уайсс — надзиратель
- Эрик Фальк — Нестор
- Мартин Стедил — Берта Контрини
- Пегги Маркхофф — Помпадур
- Натали Манн
- Денис Торре
- Рэй Харди — Хосе
- Бенни Кардосо — Розария Кортина
- Хесус Франко — отец-насильник Марии

## Названия
- Jailhouse Wardress — Аргентина\Франция
- Barbed Wire Dolls — США
- Caged Women — Великобритания
- Femmes en cage — Франция
- Meisjes achter trailies — Нидерланды
- Penitenziario femminile per reati sessuali — Италия
- To stratopedo tis diafthoras — Греция
- Woman Caged — Филиппины
- Women’s Penitentiary IV